# سونيتا ويليامز
سونيتا ويليامز (بالإنجليزية: Sunita Lyn Williams)‏(مواليد: 19 سبتمبر 1965) (أسمها عند الولادة: سونيتا بانديا كريشنا) هي إحدى رائدات الفضاء الأميركييات وإحدى أفراد القوات البحرية للولايات المتحدة. تحمل سونيتا الرقم القياسي لاطول رحلة فضائية من قبل امرأة . كانت قد عينت إلى محطة الفضاء الدولية كعضو في الرحلة 14، وانضمت بعد ذلك إكسبدشن 15. وهي تحمل الرقم القياسي للطيران أطول مسافة (195 يوما) بين رواد الفضاء الإناث.
تحمل سونيتا أيضا اثنين من سجلات أخرى لرواد الفضاء النساء: أكبر عدد من عمليات سير في الفضاء (4 اعتبارا من 15 يوليو 2012)، ومجموع الوقت الذي تستغرقه عمليات سير في الفضاء (29 ساعة و 17 دقيقة).

## حياتها
ولدت وليامز في ولاية أوهايو. والدتها هي ديباك بانديا، جذورها سلوفينية، وتُعد مشهورة في أوساط التشريح العصبي و جذور والدها تعود إلى ولاية غوجارات في الهند، وبالتالي، سونيتا تعتبر هندية-سلوفينية-أمريكية.
وليامز هي ثاني امرأة من أصل هندي لتم اختيارها من قبل وكالة ناسا لارسال بعثة إلى الفضاء بعد كالبانا تشاولا، ورائد الفضاء الثاني من أصل سلوفيني بعد رونالد م. سيجا. وهي تحمل الرقم القياسي لاطول رحلة فضائية من قبل امرأة (195 يوما).
سونيتا متزوجة من مايكل ج. وليامز، وهو ضابط شرطة ولاية أوريغون. وقد تزوج الاثنان منذ أكثر من 20 عامًا.

## أزمة رحلتها الأخيرة
في آخر رحلة فضائية لها علقت بالمحطة الفضائية ولم تستطع العودة للأرض مما حدا بوكالة ناسا الاعلان عن تأخر عودتها هي ورائد آخر حتى نهاية عام ٢٠٢٥ 

## معرض صور

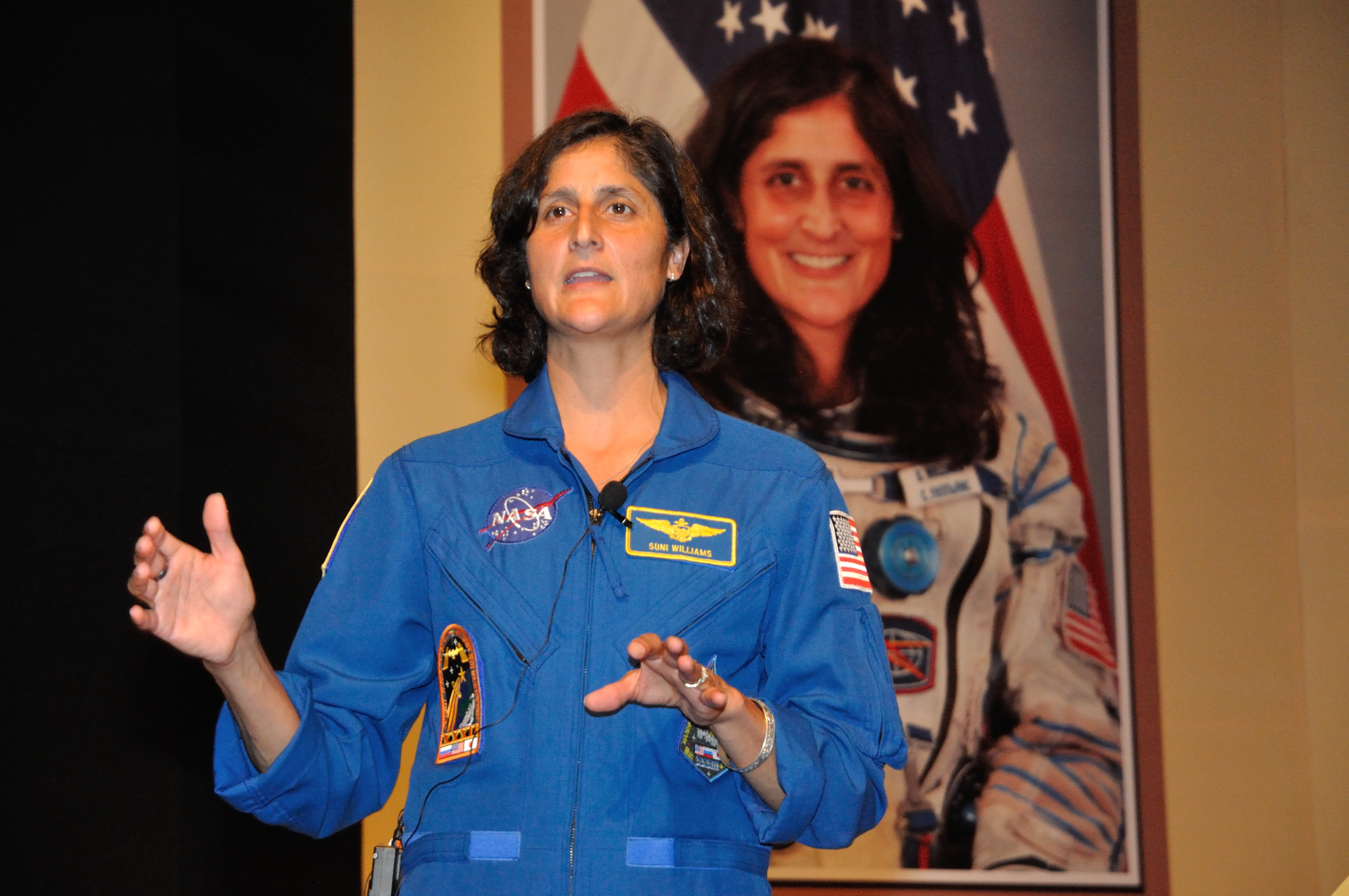
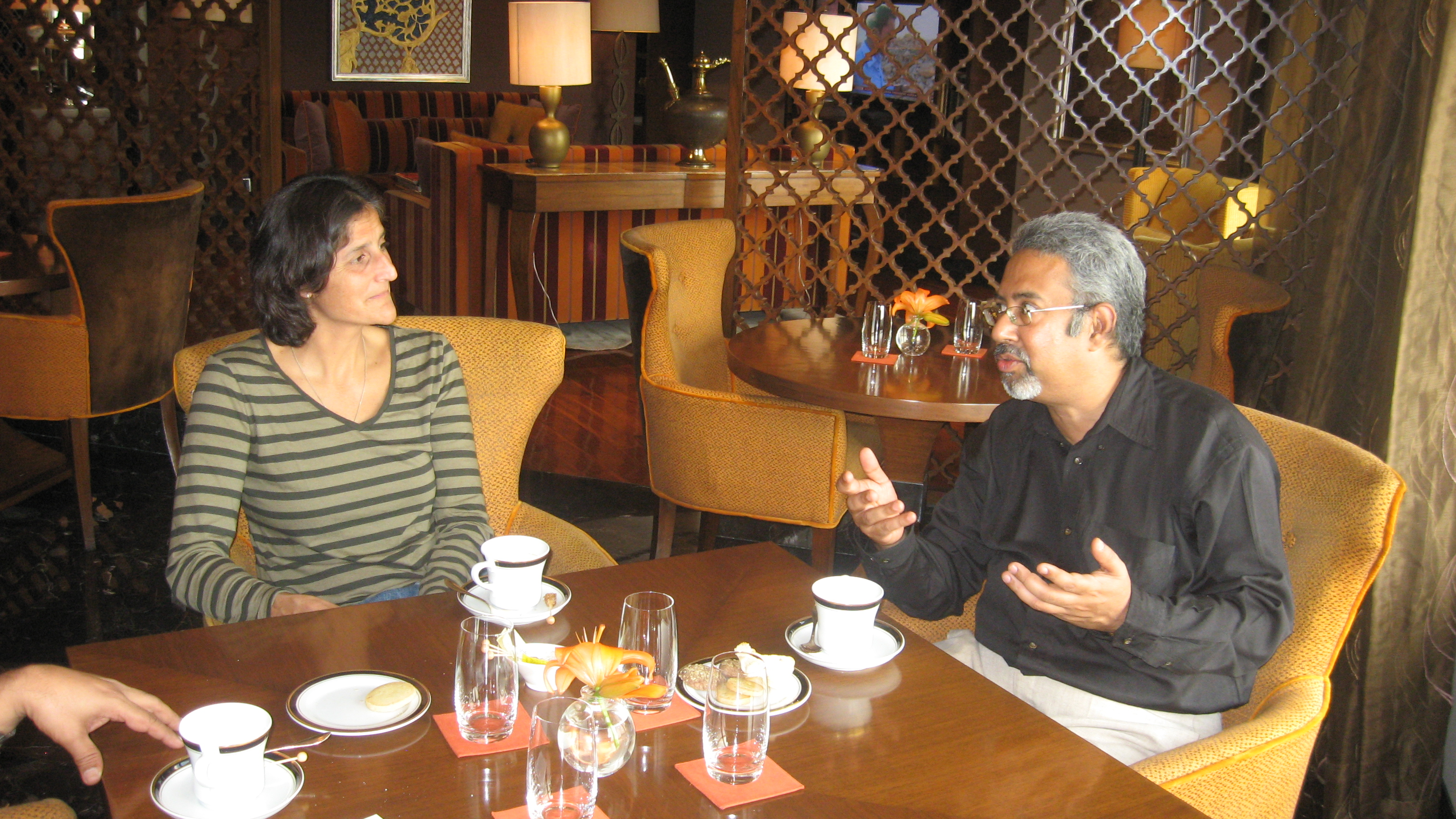
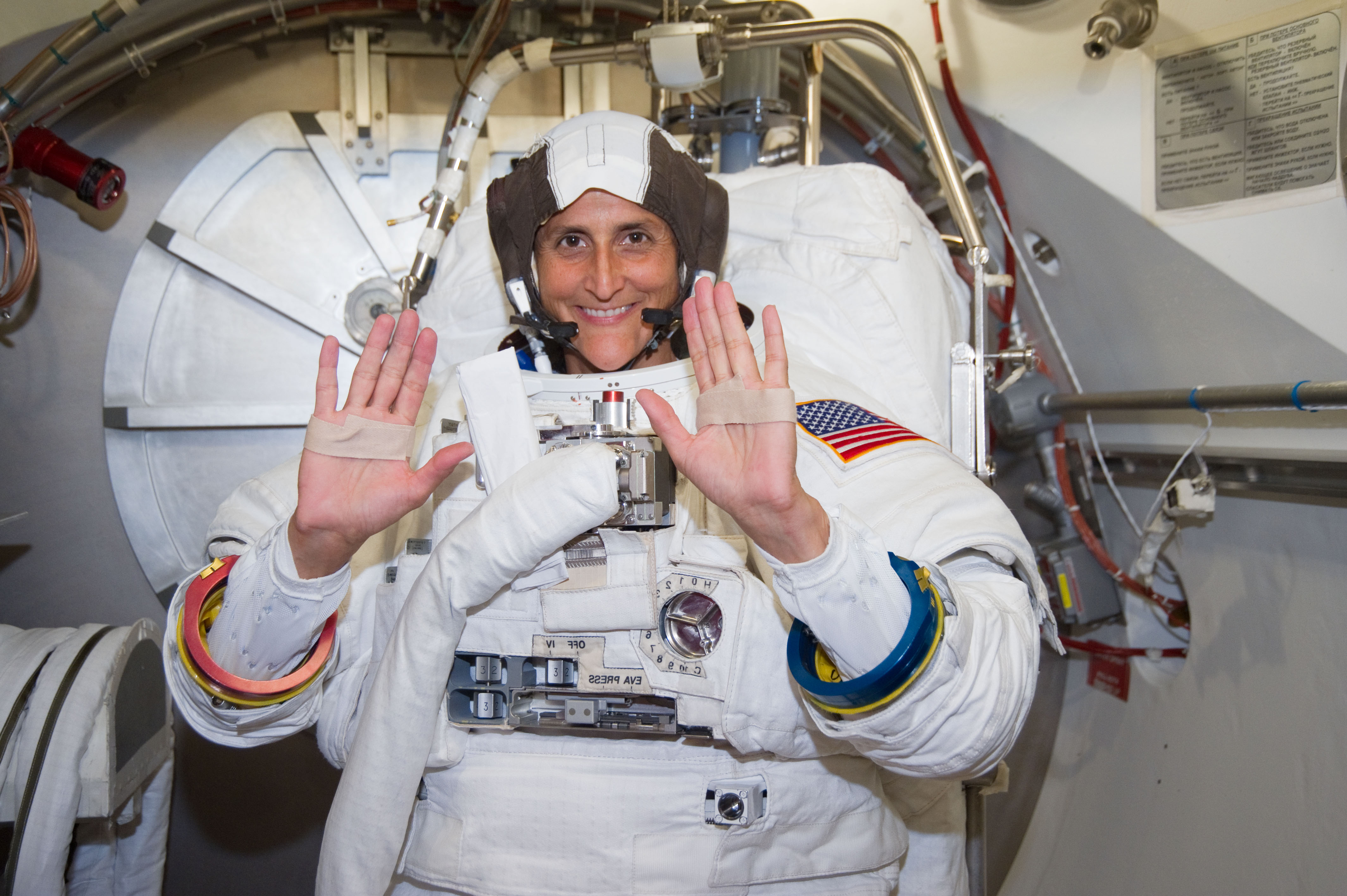